# Amaunet
Amaunet (staves på talrige måder) var en egyptisk urgudinde og en personifikation af nordenvinden. Det blev sagt, at hun ikke behøvede en mand, og hun blev derfor kaldt "moder, der var fader".
Sammen med sin ægtemand Amun udgjorde de det 4. gudepar i ottegudekredsen fra Hermopolis.
Parret Amun og Amaunet stod for usynligheden.
Amaunet blev afbildet som en slange eller med slangehoved. Hun har desuden den nedreegyptiske krone.
Med tiden smeltede hun sammen med Neith til Neith-Amaunet.
Grækerne identificerede Amaunet med deres egen Athene.